# Juignac
Juignac est une commune du Sud-Ouest de la France, située dans le département de la Charente (région Nouvelle-Aquitaine).
Ses habitants sont les Juignacais et les Juignacaises.

## Géographie

### Localisation et accès

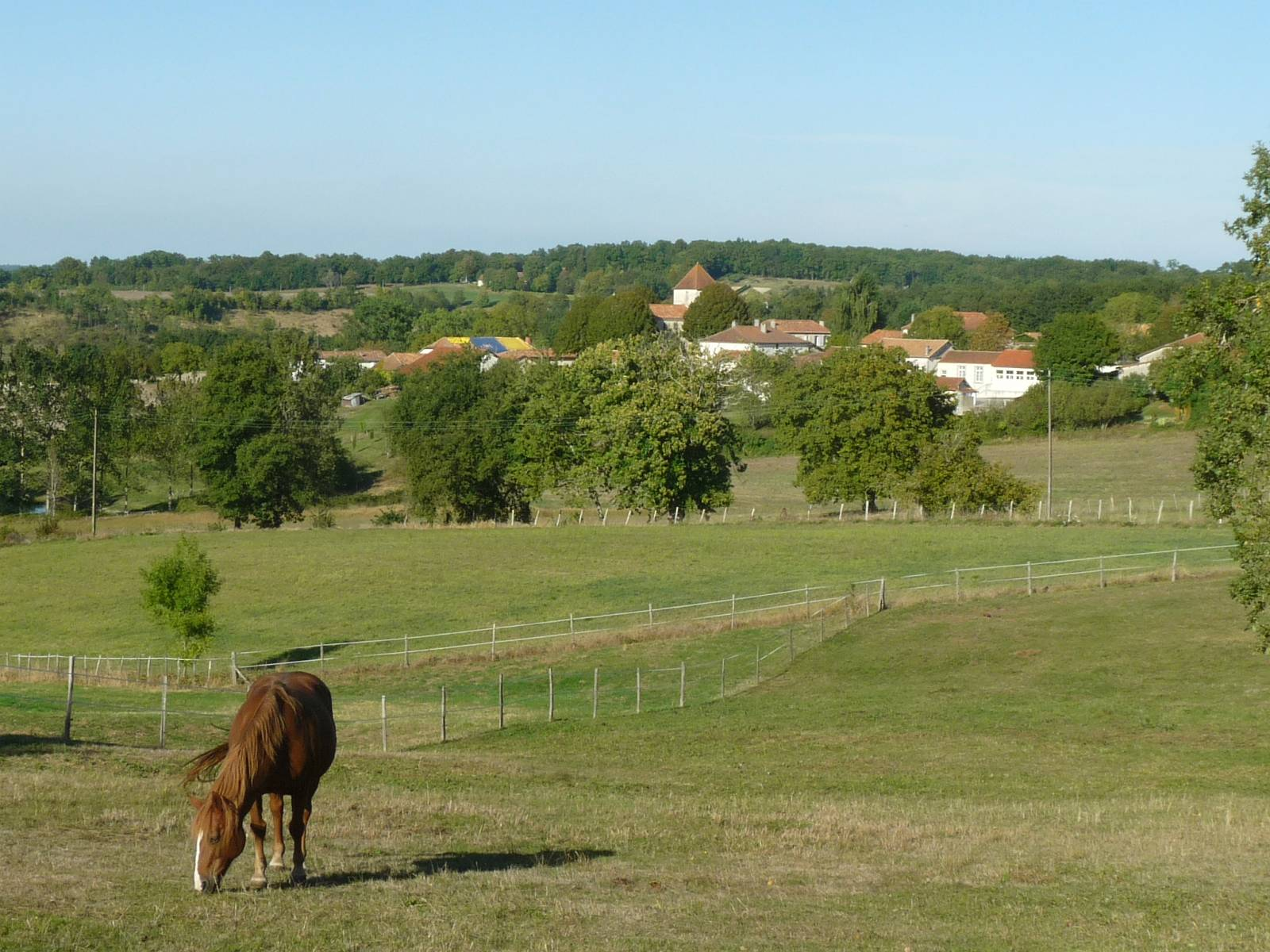
Arrivée sur le bourg.

Le bourg de Juignac est situé à 4 km sud-est de Montmoreau-Saint-Cybard et 30 km au sud d'Angoulême. Il est aussi à 12 km d'Aubeterre, 15 km de Villebois-Lavalette, 20 km de Ribérac, 27 km de Barbezieux.
Le bourg est situé sur la D 142, à 0,5 km au nord-est de la D 709, route de Montmoreau à Ribérac et de la bifurcation de la D 10, route de Montmoreau à Aubeterre.
La gare la plus proche est celle de Montmoreau, desservie par des TER à destination d'Angoulême et de Bordeaux.

### Hameaux et lieux-dits
La commune de Juignac compte près de 70 hameaux en général peu importants.

### Communes limitrophes
| Montmoreau |         |                  |
|            | Juignac | Salles-Lavalette |
| Bors       | Pillac  | Montignac-le-Coq |

### Géologie et relief

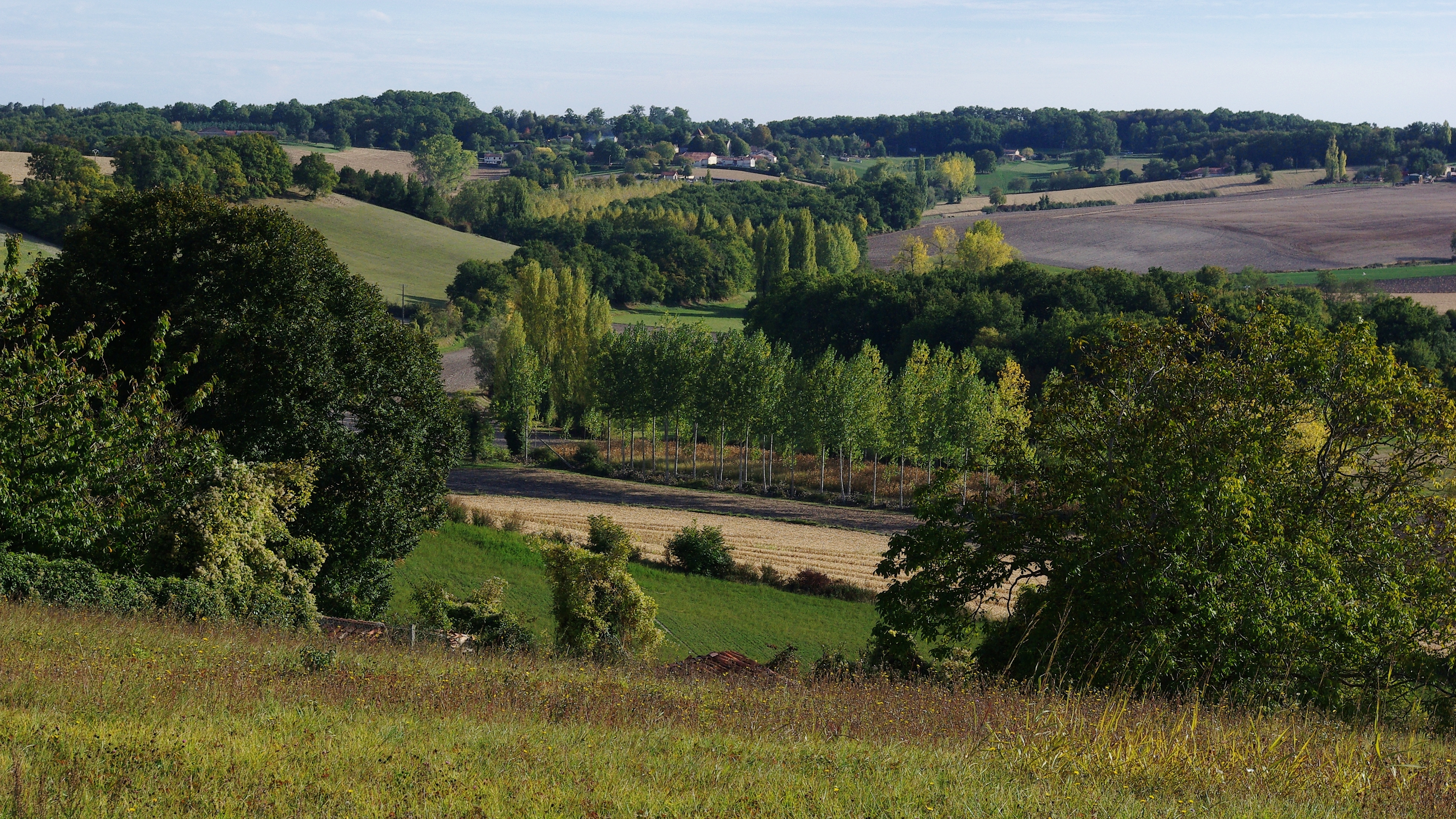
Juignac vu de Saint-Amant.

Géologiquement, la commune est située dans les coteaux calcaires du Bassin aquitain datant du Crétacé supérieur, comme toute la moitié sud du département de la Charente.
On trouve le Campanien, calcaire crayeux, sur toute la surface communale. La commune est sur l'anticlinal de La Tour-Blanche d'orientation nord-ouest - sud-est. Les sommets au centre de la commune sont recouverts de dépôts du Tertiaire (Lutétien) composés de galets, sables et argiles, propices aux bois de châtaigniers.
Certains flancs de sommets et de vallées sont occupés par des formations de recouvrement et colluvions issues de la roche en place et datant du Quaternaire (Pléistocène), principalement au centre et à l'est du territoire communal. Les vallées (Tude et Auzonne) sont occupées par des alluvions récentes,,.
Le territoire communal est assez vallonné et compose la Champagne charentaise. Le sol est en général fertile et l'agriculture est prospère.
Le bourg est construit dans une situation pittoresque, sur les pentes d'une haute colline de 146 m d'où l'on jouit d'un admirable coup d'œil.
La commune de Juignac, située dans les coteaux du Montmorélien, couvre un territoire important qui occupe un vaste plateau vallonné et boisé dominant la vallée de la Tude, à l'ouest. Ce plateau se prolonge à travers la commune de Salles-Lavalette jusqu'à la vallée de la Lizonne. Une coupure de ce plateau, dans l'est de la commune, livre passage à l'Auzonne.
Le point culminant de la commune est à une altitude de 188 m, situé sur la limite nord-est (borne IGN). Le point le plus bas est à 62 m, situé le long de la Tude en limite sud-ouest.

### Hydrographie

#### Réseau hydrographique

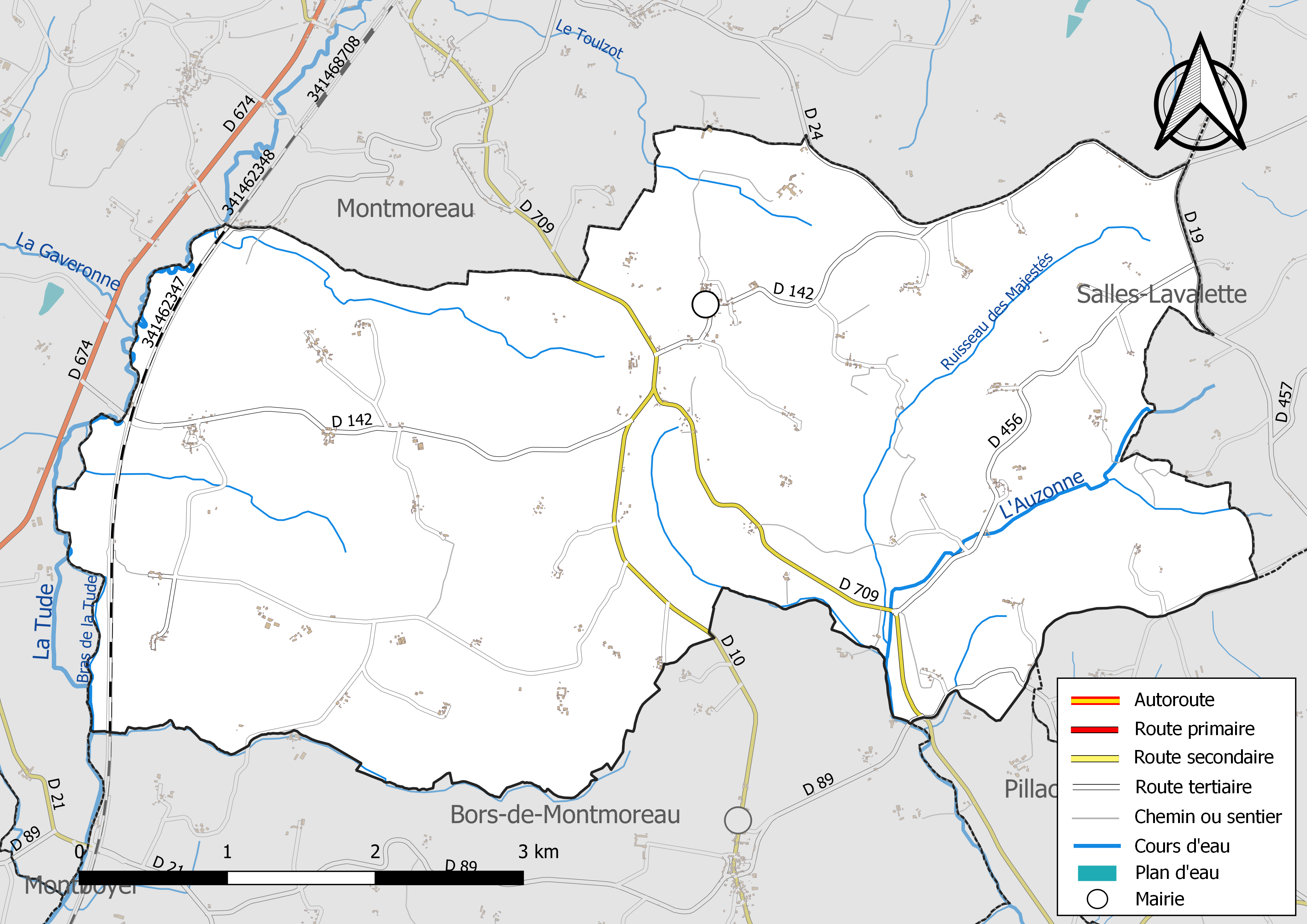
Réseaux hydrographique et routier de Juignac.

La commune est située dans le bassin de la Dordogne au sein  du Bassin Adour-Garonne. Elle est drainée par la Tude, l'Auzonne, le Toulzot, le ruisseau des Majestés et par divers petits cours d'eau, qui constituent un réseau hydrographique de 20 km de longueur totale,.
L'Auzonne, affluent de la Dronne, prend sa source vers la limite de la commune de Saint-Amant et coule du nord au sud dans une étroite vallée.
La Tude, autre affluent de la Dronne, limite la commune à l'ouest.
Les vallées de la Tude et de l'Auzonne renferment de bonnes prairies et l'élevage de bétail donne des résultats satisfaisants.
Le Toulzot, affluent de la Tude à Montmoreau, prend sa source au pied de l'abbaye de Maumont et coule vers l'ouest. Au sud-est du bourg, le ruisseau des Majestés coule vers le sud et rejoint l'Auzonne. Deux autres petits affluents de la Tude limitent la commune à l'ouest et au sud-ouest.

#### Gestion des eaux
Le territoire communal est couvert par le schéma d'aménagement et de gestion des eaux (SAGE) « Isle - Dronne ». Ce document de planification, dont le territoire regroupe les bassins versants de l'Isle et de la Dronne, d'une superficie de 7 500 km2, a été approuvé le 2 août 2021. La structure porteuse de l'élaboration et de la mise en œuvre est l'établissement public territorial de bassin de la Dordogne (EPIDOR). Il définit sur son territoire les objectifs généraux d’utilisation, de mise en valeur et de protection quantitative et qualitative des ressources en eau superficielle et souterraine, en respect des objectifs de qualité définis dans le troisième SDAGE  du Bassin Adour-Garonne qui couvre la période 2022-2027, approuvé le 10 mars 2022.

### Climat
Comme dans les trois quarts sud et ouest du département, le climat est océanique aquitain.

### Milieux naturels et biodiversité

#### Natura 2000
Bordé à l'ouest par la Tude et arrosé par un de ses petits affluents, le territoire communal est concerné par le site Vallée de la Tude, identifié dans le réseau Natura 2000 comme important pour la conservation d'espèces animales européennes menacées,.
Seize espèces animales inscrites à l'annexe II de la directive 92/43/CEE de l'Union européenne y ont été répertoriées.
- un amphibien : le Sonneur à ventre jaune (Bombina variegata) ;
- un crustacé, l'Écrevisse à pattes blanches (Austropotamobius pallipes) ;
- six insectes : l'Agrion de Mercure (Coenagrion mercuriale), le Cerf-volant (mâle) ou la Grande biche (femelle) (Lucanus cervus), la Cordulie à corps fin (Oxygastra curtisii), le Cuivré des marais (Lycaena dispar), le Damier de la succise (Euphydryas aurinia) et le Gomphe de Graslin (Gomphus graslinii) ;
- cinq mammifères : la Loutre d'Europe (Lutra lutra) et le Vison d'Europe (Mustela lutreola), et trois chauves-souris : la Barbastelle d'Europe (Barbastella barbastellus), le Murin à oreilles échancrées (Myotis emarginatus) et le Petit rhinolophe (Rhinolophus hipposideros) ;
- deux poissons : le Chabot fluviatile (Cottus perifretum) et la Lamproie de Planer (Lampetra  planeri) ;
- un reptile : la Cistude (Emys orbicularis).

Vingt-six autres espèces animales importantes y ont été recensées dont quatorze sont concernées par l'annexe IV de la directive habitats.

#### ZNIEFF
À Juignac, sur un périmètre quasi identique à celui du site Natura 2000 ci-dessus, les vallées de la Tude et son affluent font partie de la ZNIEFF de type II nommée « Vallées de la Nizonne, de la Tude et de la Dronne en Poitou-Charentes »,.
Vingt-deux espèces déterminantes d'animaux y ont été répertoriées :
- un amphibien : la Rainette verte (Hyla arborea) ;
- un crustacé, l'Écrevisse à pattes blanches (Austropotamobius pallipes) ;
- cinq insectes dont trois lépidoptères : l'Azuré de la sanguisorbe (Phengaris teleius), le Cuivré des marais (Lycaena dispar) et le Fadet des laîches (Coenonympha oedippus) et deux odonates : l'Agrion de Mercure (Coenagrion mercuriale) et la Cordulie à corps fin (Oxygastra curtisii) ;
- sept mammifères : la Loutre d'Europe (Lutra lutra) et le Vison d'Europe (Mustela lutreola), ainsi que cinq chauves-souris : le Murin à moustaches (Myotis mystacinus), l'Oreillard roux (Plecotus auritus), la Pipistrelle de Kuhl (Pipistrellus kuhlii), le Petit rhinolophe (Rhinolophus hipposideros) et la Sérotine commune (Eptesicus serotinus) ;
- quatre oiseaux : l'Alouette lulu (Lullula arborea), le Martin-pêcheur d'Europe (Alcedo atthis), le Milan noir (Milvus migrans) et le Tarier des prés (Saxicola rubetra) ;
- trois poissons : le Chabot commun (Cottus gobio), la Lamproie de Planer (Lampetra  planeri) et le Toxostome (Parachondrostoma toxostoma) ;
- un reptile : la Cistude (Emys orbicularis).

Vingt-neuf autres espèces animales (quatre mammifères et vingt-cinq oiseaux) y ont été recensées.

## Urbanisme

### Typologie
Au 1er janvier 2024, Juignac est catégorisée commune rurale à habitat très dispersé, selon la nouvelle grille communale de densité à 7 niveaux définie par l'Insee en 2022.
Elle est située hors unité urbaine et hors attraction des villes,.

### Occupation des sols
L'occupation des sols de la commune, telle qu'elle ressort de la base de données européenne d’occupation biophysique des sols Corine Land Cover (CLC), est marquée par l'importance des territoires agricoles (75,1 % en 2018), en diminution par rapport à 1990 (76 %). La répartition détaillée en 2018 est la suivante : 
terres arables (46,3 %), forêts (24 %), zones agricoles hétérogènes (20,7 %), prairies (8,1 %), milieux à végétation arbustive et/ou herbacée (0,9 %). L'évolution de l’occupation des sols de la commune et de ses infrastructures peut être observée sur les différentes représentations cartographiques du territoire : la carte de Cassini (XVIIIe siècle), la carte d'état-major (1820-1866) et les cartes ou photos aériennes de l'IGN pour la période actuelle (1950 à aujourd'hui).

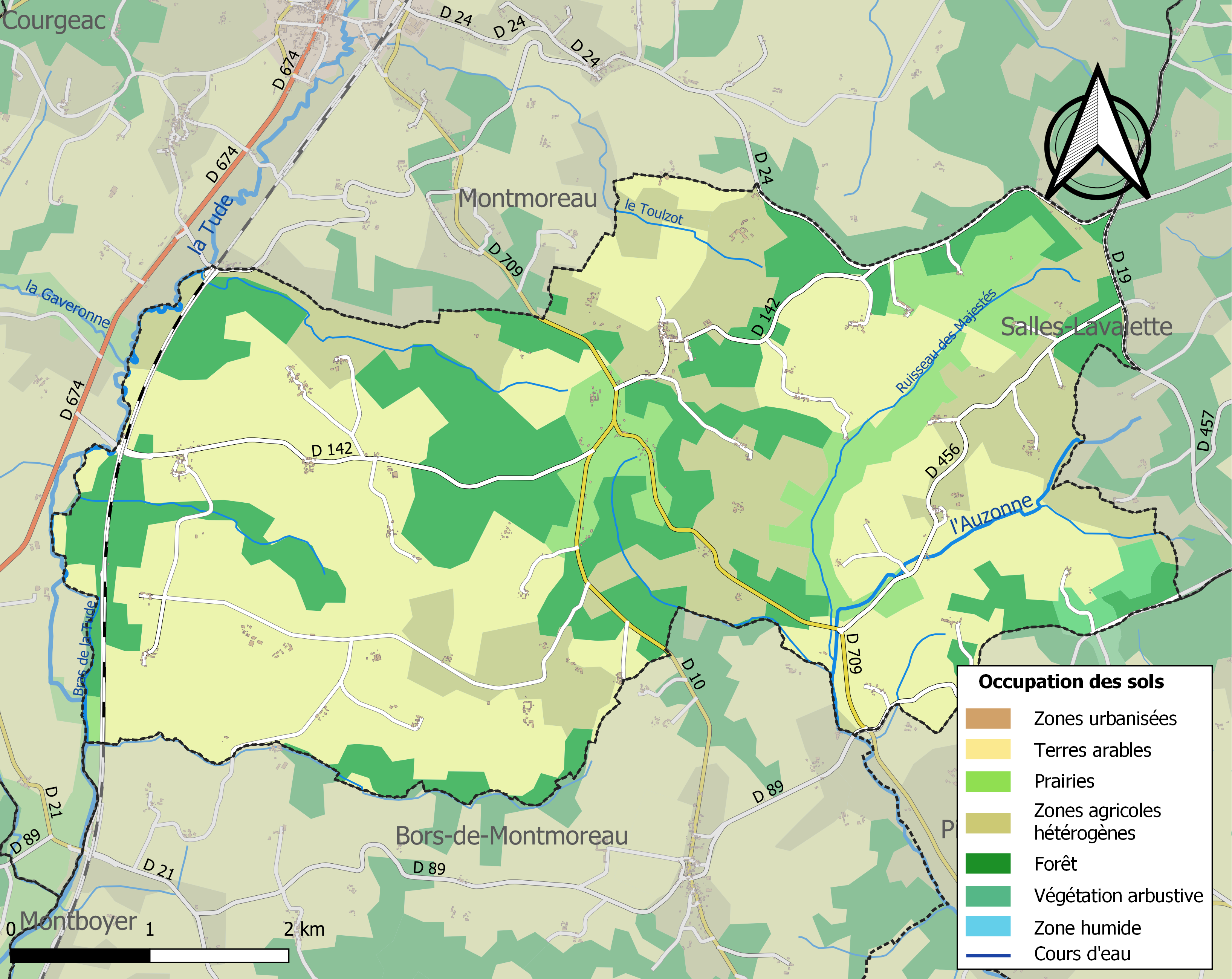
Carte des infrastructures et de l'occupation des sols de la commune en 2018 (CLC).

### Risques majeurs
Le territoire de la commune de Juignac est vulnérable à différents aléas naturels : météorologiques (tempête, orage, neige, grand froid, canicule ou sécheresse) et séisme (sismicité faible). Un site publié par le BRGM permet d'évaluer simplement et rapidement les risques d'un bien localisé soit par son adresse soit par le numéro de sa parcelle.

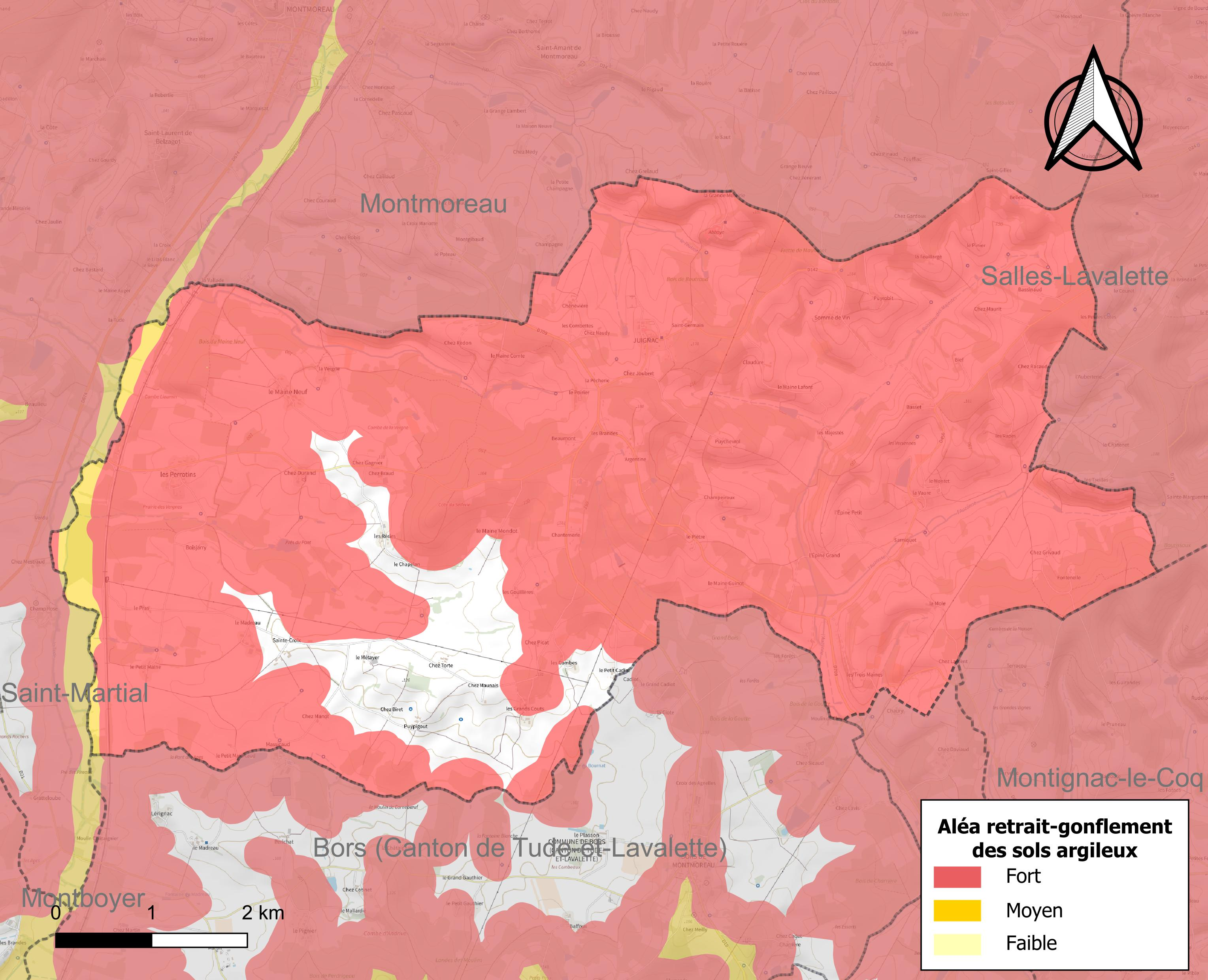
Carte des zones d'aléa retrait-gonflement des sols argileux de Juignac.

Le retrait-gonflement des sols argileux est susceptible d'engendrer des dommages importants aux bâtiments en cas d’alternance de périodes de sécheresse et de pluie. 91 % de la superficie communale est en aléa moyen ou fort (67,4 % au niveau départemental et 48,5 % au niveau national). Sur les 261 bâtiments dénombrés sur la commune en 2019,  240 sont en aléa moyen ou fort, soit 92 %, à comparer aux 81 % au niveau départemental et 54 % au niveau national. Une cartographie de l'exposition du territoire national au retrait gonflement des sols argileux est disponible sur le site du BRGM,.
Par ailleurs, afin de mieux appréhender le risque d’affaissement de terrain, l'inventaire national des cavités souterraines permet de localiser celles situées sur la commune.
La commune a été reconnue en état de catastrophe naturelle au titre des dommages causés par les inondations et coulées de boue survenues en 1982, 1983, 1988 et 1999. Concernant les mouvements de terrains, la commune a été reconnue en état de catastrophe naturelle au titre des dommages causés par la sécheresse en 2003 et 2011 et par des mouvements de terrain en 1999.

## Toponymie
Les formes anciennes sont Jugniaco, Juniaco, Junniaco (non datées).
L'origine du nom de Juignac remonterait à un nom de personne romain Junius ou Juvenius auquel est apposé le suffixe -acum, ce qui correspondrait à Juniacum, « domaine de Junius »,.

### Limite dialectale
La commune est dans la langue d'oïl (domaine du saintongeais), et marque la limite avec le domaine occitan (dialecte limousin) à l'est.

## Histoire
Au Moyen Âge, principalement aux XIIe et XIIIe siècles, Juignac se trouvait sur une variante nord-sud de la via Turonensis, itinéraire du pèlerinage de Saint-Jacques-de-Compostelle qui passait par Nanteuil-en-Vallée, Saint-Amant-de-Boixe, Angoulême, Mouthiers, Blanzac, Puypéroux, Montmoreau et Aubeterre.
La paroisse de Juignac semble exister au moins depuis le XVe ou XVIe siècle par la présence dans un des actes de la famille Raymond : le baptême de Raymond Jehan le 25 septembre 1563 qui a pour marraine Marthe Raymond, dame de Maumont, de Juignac, et de Neuville (elle s'était mariée avec Antoine Vigier, seigneur en partie de Maumont). La paroisse dépendait du château et de la seigneurie de Maumont.
La seigneurie de Maumont appartenait en 1752 à Marc-René, marquis de Montalembert. Il y fit de temps à autre des séjours, habitant le plus souvent à Paris. Il y passa cependant presque toute l'année 1778.
Ayant fait de mauvaises affaires et pressé par des difficultés financières, il fut contraint de mettre en vente cette terre, dont les bâtiments étaient en mauvais état. La vente, faite par adjudication, eut lieu le 4 prairial an III, et ne lui rapporta que 14 000 à 15 000 livres numéraires alors qu'elle était estimée alors à près de 200 000 livres métalliques.
En 1957, le château a été converti en monastère bénédictin par des bénédictines de Saint-Jean-d'Angély.
La commune de Juignac appartenait en 1793 au district de Barbezieux et au canton de Montmoreau. En 1926 elle a été rattachée à l'arrondissement d'Angoulême et toujours au canton de Montmoreau qui est devenu Montmoreau-Saint-Cybard en 1966.

## Administration
| Période                                  | Période  | Identité          | Étiquette | Qualité     |
| ---------------------------------------- | -------- | ----------------- | --------- | ----------- |
| Les données manquantes sont à compléter. |          |                   |           |             |
|                                          |          | Amédée Vallade    |           |             |
|                                          |          | Jacques Marronaud |           | Agriculteur |
| 19__                                     | 2001     | Maurice Sabater   | SE        | Agriculteur |
| 2001                                     | 2008     | Ginette Nebout    |           |             |
| 2008                                     | En cours | Alain Delaunay    | SE        | Agriculteur |

## Démographie

### Évolution démographique
L'évolution du nombre d'habitants est connue à travers les recensements de la population effectués dans la commune depuis 1793. Pour les communes de moins de 10 000 habitants, une enquête de recensement portant sur toute la population est réalisée tous les cinq ans, les populations de référence des années intermédiaires étant quant à elles estimées par interpolation ou extrapolation. Pour la commune, le premier recensement exhaustif entrant dans le cadre du nouveau dispositif a été réalisé en 2005.

En 2022, la commune comptait 392 habitants, en évolution de −2,73 % par rapport à 2016 (Charente : −0,48 %, France hors Mayotte : +2,11 %).
| 1793  | 1800  | 1806  | 1821  | 1831  | 1841  | 1846  | 1851  | 1856  |
| ----- | ----- | ----- | ----- | ----- | ----- | ----- | ----- | ----- |
| 1 281 | 1 100 | 1 344 | 1 316 | 1 369 | 1 268 | 1 232 | 1 177 | 1 192 |

| 1861  | 1866  | 1872  | 1876  | 1881 | 1886 | 1891 | 1896 | 1901 |
| ----- | ----- | ----- | ----- | ---- | ---- | ---- | ---- | ---- |
| 1 160 | 1 116 | 1 051 | 1 003 | 960  | 853  | 802  | 806  | 801  |

| 1906 | 1911 | 1921 | 1926 | 1931 | 1936 | 1946 | 1954 | 1962 |
| ---- | ---- | ---- | ---- | ---- | ---- | ---- | ---- | ---- |
| 810  | 809  | 704  | 632  | 632  | 622  | 608  | 569  | 615  |

| 1968 | 1975 | 1982 | 1990 | 1999 | 2005 | 2006 | 2010 | 2015 |
| ---- | ---- | ---- | ---- | ---- | ---- | ---- | ---- | ---- |
| 613  | 560  | 517  | 466  | 438  | 426  | 424  | 399  | 396  |

| 2020 | 2022 | - | - | - | - | - | - | - |
| ---- | ---- | - | - | - | - | - | - | - |
| 395  | 392  | - | - | - | - | - | - | - |

### Pyramide des âges
La population de la commune est relativement âgée.
En 2018, le taux de personnes d'un âge inférieur à 30 ans s'élève à 18,7 %, soit en dessous de la moyenne départementale (30,2 %). À l'inverse, le taux de personnes d'âge supérieur à 60 ans est de 47,4 % la même année, alors qu'il est de 32,3 % au niveau départemental.
En 2018, la commune comptait 180 hommes pour 224 femmes, soit un taux de 55,45 % de femmes, largement supérieur au taux départemental (51,59 %).
Les pyramides des âges de la commune et du département s'établissent comme suit.
| Hommes | Classe d’âge | Femmes |
| ------ | ------------ | ------ |
| 1,7    | 90 ou +      | 2,7    |
| 11,9   | 75-89 ans    | 20,6   |
| 29,0   | 60-74 ans    | 27,9   |
| 22,7   | 45-59 ans    | 20,5   |
| 13,6   | 30-44 ans    | 11,4   |
| 10,2   | 15-29 ans    | 6,4    |
| 10,8   | 0-14 ans     | 10,5   |

| Hommes | Classe d’âge | Femmes |
| ------ | ------------ | ------ |
| 1      | 90 ou +      | 2,7    |
| 9,2    | 75-89 ans    | 12     |
| 20,6   | 60-74 ans    | 21,3   |
| 20,7   | 45-59 ans    | 20,3   |
| 16,8   | 30-44 ans    | 16     |
| 15,6   | 15-29 ans    | 13,4   |
| 16,1   | 0-14 ans     | 14,3   |

## Économie

### Agriculture
La commune fait partie de l'aire d'origine contrôlée du Cognac « Bons Bois » et de l'AOC/AOP Noix du Périgord.

## Équipements, services et vie locale

### Enseignement
L'école est un RPI entre Bors et Juignac. Juignac accueille l'école primaire, et Bors l'école élémentaire. L'école de Juignac comporte une classe de maternelle et une classe élémentaire. Le secteur du collège est Montmoreau.

## Lieux et monuments

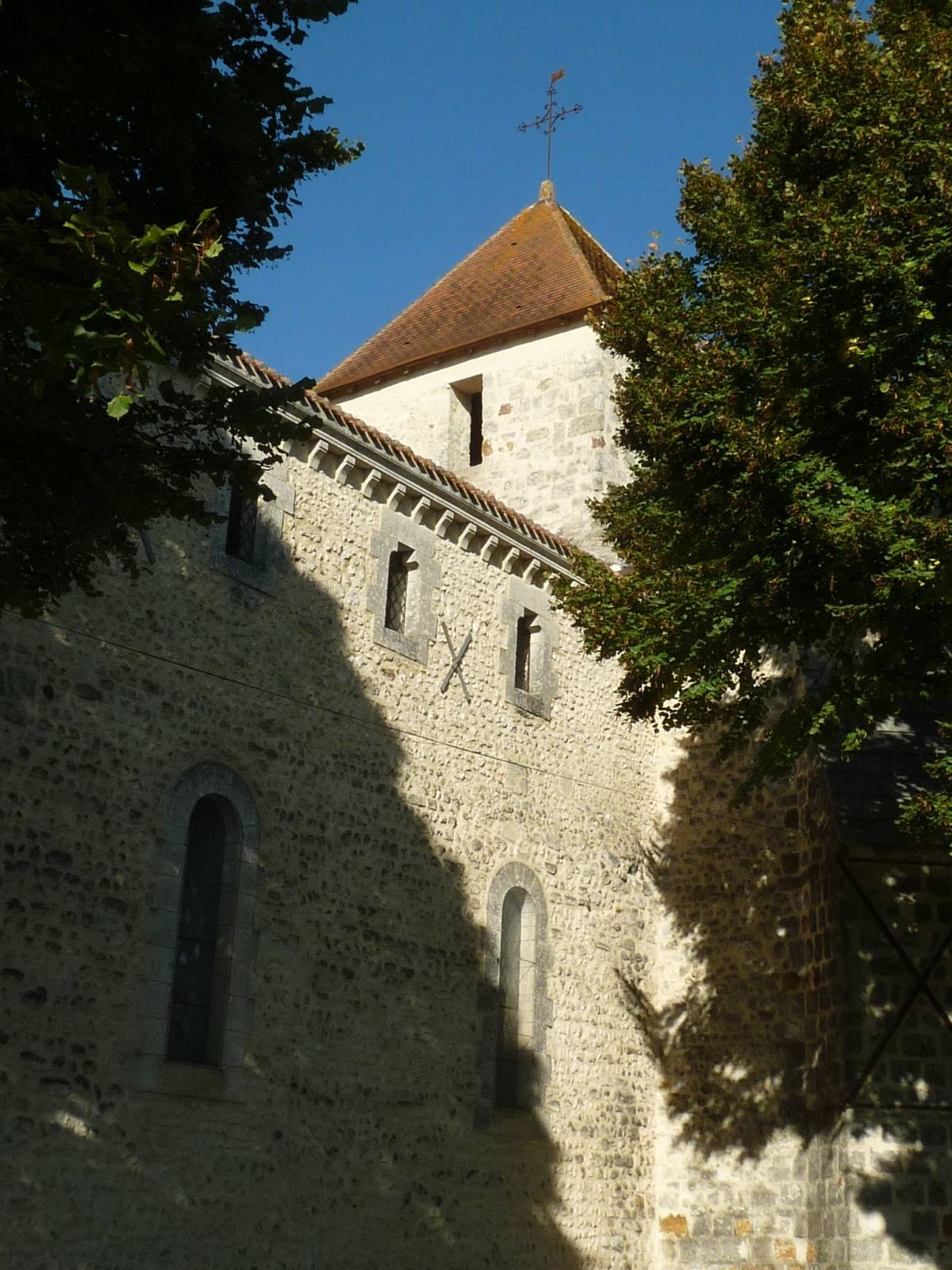
L'église de Juignac.

- L'église romane Saint-Nazaire, ancien prieuré, date de la fin du XIIe siècle et possède une cloche gravée de 1610, classée monument historique au titre objet depuis 1944[41].
- Au nord de la commune et non loin du bourg, sur une position élevée, se voit l'abbaye de Maumont, occupant l'ancien château, qui date des XIVe et XVe siècles. Le portail est en tiers-point dans une tour carrée du XIVe siècle étrésillonnée de pilastres et ajouré d'une fenêtre à croisillon.  Le corps d'habitation date du XVe siècle. La tour d'escalier est polygonale, coiffée d'un toit à pans et la porte en accolade est surmontée de pinacles[42].

## Personnalités liées à la commune
- Marc-René, marquis de Montalembert, né à Angoulême le 16 juillet 1714 et mort à Paris le 29 mars 1800, est un officier militaire, homme de lettres et ingénieur français, spécialisé dans les fortifications défensives et fondateur de la fonderie de Ruelle. Il a été seigneur de Maumont et de Juignac.
- Alexis Gellibert des Seguins, député de la Charente de 1827 à 1834 et maire d'Angoulême de 1835 à 1837, est né à Juignac en 1785.